# Warren G. Harding
Warren Gamaliel Harding, ameriški politik, publicist in prostozidar, * 2. november 1865, Blooming Grove, Ohio, † 2. avgust 1923, San Francisco, Kalifornija.
Harding je bil 29. predsednik ZDA (1921-1923).
Predhodno je bil publicist, nato pa je vstopil v politiko. Sprva je bil član Senata Ohia (1899-1903), namestnik guvernerja Ohia (1903-1905), senator ZDA iz Ohia (1915-1921).